# Epe (Lagos)
Epe é uma cidade e área de governo local no estado de Lagos, Nigeria localizada no lado norte da Lekki (lagoa). No Censo 2006, a população de Epe era 181.409.